# François Béroalde de Verville
Pour les articles homonymes, voir Beroalde, Brouard et Verville.
François Béroalde de Verville de son vrai nom François Vatable Brouard, né le 27 avril 1556 à Paris et mort en octobre 1626 à Tours, est un poète français, auteur du Moyen de parvenir.

## Biographie
François Béroalde de Verville était le fils de Mathieu Brouard, dit Béroalde, théologien et écrivain français, et de Marie Bletz, la nièce du théologien François Vatable. Son père avait embrassé le calvinisme. Son enfance se déroule sans faits notables jusqu'en 1562 où, alors que la famille fuit les massacres religieux de Paris, sa mère meurt de la peste. La famille reste en France jusqu'à la Saint Barthélemy, en 1573, avant de fuir pour Genève. Là, Mathieu Béroalde, devenu ministre de l'Évangile, tient une pension où il dispense une éducation à la fois religieuse et humaniste, avec notamment pour élèves Pierre de L'Estoile et Agrippa d’Aubigné. Ce milieu sera très favorable à l'éveil culturel de François Béroalde, qui part ensuite à Bâle où il apprend l’horlogerie et l’orfèvrerie. Il étudie ensuite la médecine, et on suppose que c'est également à cette période de sa vie qu'il s'initie à l'alchimie.
À la mort de son père, le 15 juillet 1576, il décide, à 27 ans, de retourner à Paris. Renonçant à tout son héritage au profit de ses deux sœurs Anne et Renée, il fréquente alors le cercle de Pierre de l'Estoile, audiencier à la chancellerie, et se convertit au catholicisme. Il publie son premier ouvrage : Appréhensions spirituelles.
En 1589, il suit Henri III, chassé par la Ligue, dans son exil à Tours. N'ayant plus de mécènes il survit en traduisant des ouvrages dont La Constance de Juste Lipse et une partie de La Diane de Montemayor. Sa fidélité au roi lui vaut le titre de chanoine de la cathédrale Saint-Gatien le 5 novembre 1595. Sa sécurité financière étant assurée, il va commencer à produire la majorité de son œuvre. En 1600, il écrit la Serodokimasie, à la demande du roi Henri IV, et devient très proche du cercle des médecins paracelsiens qui l'entourent.
Il écrit ensuite plusieurs ouvrages, dont le plus connu reste en 1617 Le Moyen de parvenir, avant de décéder en octobre 1626.

## Alchimiste?
Selon Claude Gagnon, il serait l'auteur du livre alchimique attribué à Nicolas Flamel, le Livre des figures hiéroglyphiques. Ce dernier texte, essentiel dans l'histoire de l'alchimie, ne daterait pas de 1399, mais de 1590 environ, vu son style. 

## Œuvres

### Le Moyen de parvenir(1616)
Le plus connu des ouvrages de François Béroalde est   Le Moyen de parvenir, imprimé sous le titre de Salmigondis, ainsi que sous celui de Coupe-cu de la Mélancolie, ou Vénus en belle humeur.

#### Éditions
- François Béroalde de Verville, François Brouart, dit de la sagesse. Livre premier imprimé en 1593, à Tours chez Jamet Mettayer
- édition originale sans date, in-24, de 459 p., que Jean-Pierre Niceron croit des elzevirs.
- sans date, in-12, de 547 p. : suivant Jacques-Charles Brunet, c'est celle-ci que les curieux ajoutent à la collection des elzevirs, et il y en a des exemplaires sous le titre de Salmigondis, à Chinon, de l'imprimerie de Rabelais, l'année pantagruéline, in-12, 2 vol. de 544 p., avec la dissertation de la Monnaie sur l'auteur de cet ouvrage. Cette dissertation a été réimprimée dans les éditions suivantes : 
  - Les éditions de 1732, 2 vol. in 16. et de 1757 (Paris, Grangé, 1757), 2 vol. in-12.
  - L'ouvrage a été plusieurs fois réimprimé, notamment en 1841 dans une version commentée par le bibliophile Paul L. Jacob.

### Autres œuvres

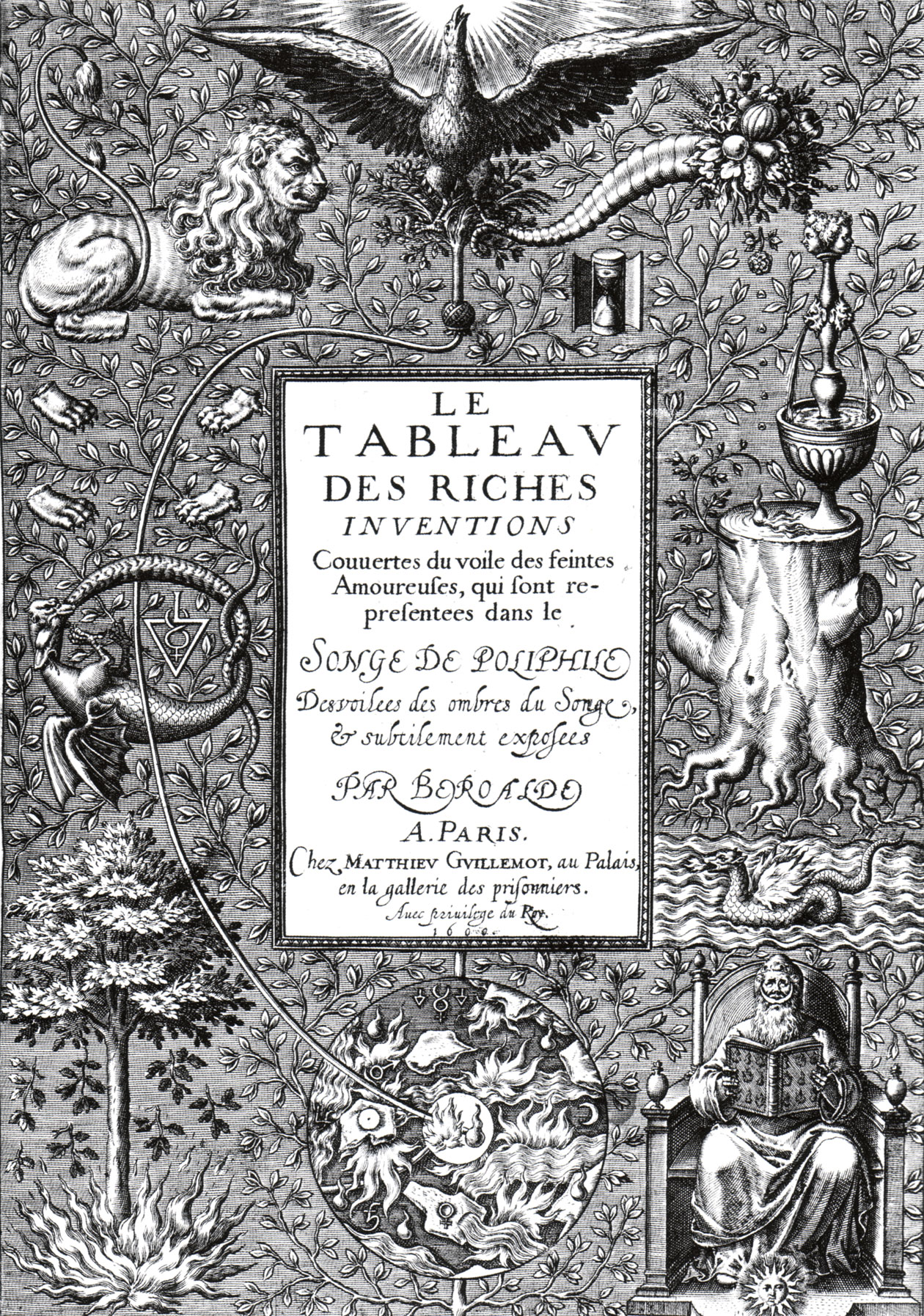
Le tableau des riches inventions (1600)

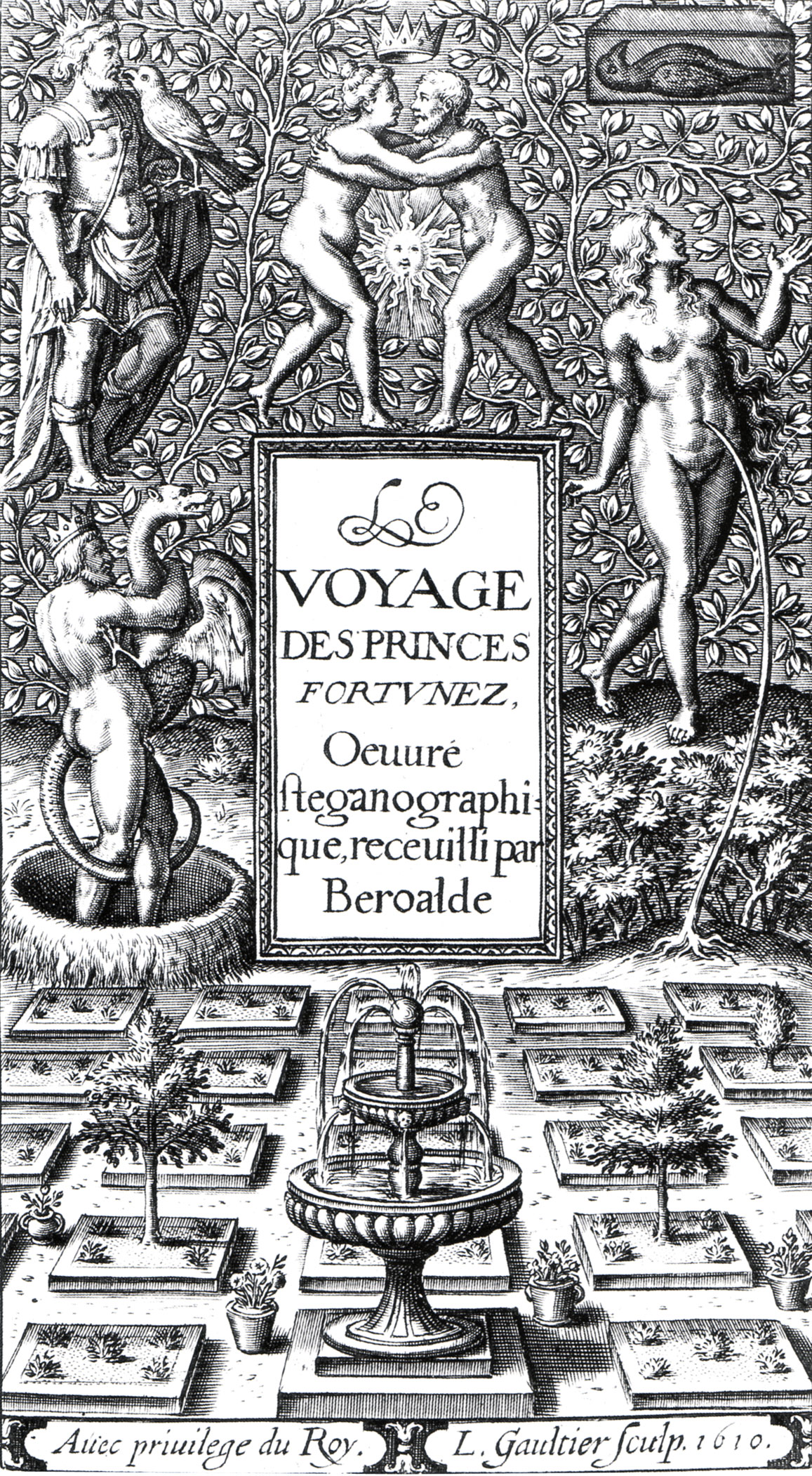
Le voyage des princes fortunés (1612)

La plupart ont été réunies sous le titre d'Appréhensions spirituelles, Paris, Timoth. Jouan, 1585, in-12.
Béroalde de Verville a laissé des ouvrages variés : des romans, des traités de morale et de philosophie, des mélanges, un traité sur les vers à soie et de la poésie. Ses Souspirs amoureux témoignent de son talent de poète.
On trouvera une liste assez exacte des autres écrits de Béroalde dans le t. 54 des Mémoires de Jean-Pierre Niceron.
- Souspirs amoureux, 1583 (lire en ligne sur Gallica)
- Les Appréhensions spirituelles, poèmes et autres œuvres philosophiques, 1583 (lire en ligne sur Gallica)
- De la sagesse, 1593 ; publié chez Jamet Mettayer
- Les Aventures de Floride, 1594 ;
- La Pucelle d'Orléans, 1599 ;
- Serodokimasie, 1600 ;
- Traduction revue et corrigée du Songe de Poliphile de Francesco Colonna, 1600 ; (= Le Tableau de riches Inventions)
- Le Cabinet de Minerve, auquel sont plusieurs singularités, etc., Rouen, 1601, in-12 ;
- Histoire véritable, ou le Voyage des Princes fortunez. Divisée en IIII. entreprises., Paris, C. de La Tour & P. Chevalier, 1610, in-8°[5] ;
- Le Palais des curieux, 1612 ;
- Le Moyen de parvenir, 1616.

Son testament mentionne un ouvrage jamais publié nommé De la physique et qui est aujourd'hui perdu.
La Croix du Maine lui attribue également deux tragédies françaises sans en indiquer le sujet.

## Éditions modernes
Le Moyen de parvenir, éd. Léon Willem, 1870-1872 

## Œuvres disponibles
- L'histoire des vers qui filent la soye (Serodokimasie), éd. Honoré Champion
- Le moyen de parvenir, 2 volumes, éd. Honoré Champion

## Sources partielles
- Marie-Nicolas Bouillet  et Alexis Chassang (dir.), « François Béroalde de Verville » dans Dictionnaire universel d’histoire et de géographie, 1878 (lire sur Wikisource)
- « François Béroalde de Verville », dans Louis-Gabriel Michaud, Biographie universelle ancienne et moderne : histoire par ordre alphabétique de la vie publique et privée de tous les hommes avec la collaboration de plus de 300 savants et littérateurs français ou étrangers, 2e édition, 1843-1865 [détail de l’édition]